# Рязанов, Алексей Константинович
Алексе́й Константи́нович Ряза́нов (27 февраля 1920 года — 1 августа 1992 года) — участник Великой Отечественной войны, командир эскадрильи 4-го истребительного авиационного полка 287-й истребительной авиационной дивизии 4-й воздушной армии Северо-Кавказского фронта, дважды Герой Советского Союза, генерал-майор авиации (1970). Заслуженный военный лётчик СССР (1967).

## Биография
Родился 27 февраля 1920 года в селе Большая Кочетовка (ныне — Токарёвского района Тамбовской области) в семье крестьянина. Окончил 7 классов и школу ФЗУ. Работал на строительстве метрополитена в Москве, затем — слесарем на заводе. С 1939 года в Красной Армии. Весной 1941 года окончил Борисоглебскую военную авиационную школу пилотов.
У него была жена Анциперова Матрёна Павловна (1918—2016) .С июня 1941 года старший лейтенант А. К. Рязанов в действующей армии. По октябрь 1941 года служил в 28-м истребительном авиационном полку; по июнь 1942 года — в 736-м ИАП; по январь 1945 года — в 4-м ИАП. Прошёл путь от рядового лётчика (1941—1942) до заместителя командира истребительного авиационного полка (1944—1945). Воевал на Юго-Западном, Центральном, Брянском, Сталинградском, Южном, Северо-Кавказском и 2-м Прибалтийском фронтах.
К маю 1943 года командир эскадрильи 4-го истребительного авиационного полка (287-я истребительная авиационная дивизия, 4-я воздушная армия, Северо-Кавказский фронт) майор А. К. Рязанов совершил 300 боевых вылетов, провёл 67 воздушных боёв, сбил лично 16 самолётов противника и 16 в составе группы.
24 августа 1943 года за мужество и отвагу, проявленные в боях с врагами, удостоен звания Героя Советского Союза.
К февралю 1945 года заместитель командира того же полка (185-я истребительная авиационная дивизия, 14-й истребительный авиационный корпус, 15-я воздушная армия, 2-й Прибалтийский фронт) майор А. К. Рязанов совершил 509 боевых вылетов, провёл 97 воздушных боёв, в которых сбил 31 вражеский самолёт лично и ещё 16 — в группе с товарищами. Трижды был ранен. 18 августа 1945 года награждён второй медалью «Золотая Звезда».
После войны остался на службе в ВВС СССР. Окончил Военную академию имени М. В. Фрунзе в 1950 году и Военную академию Генерального штаба в 1958 году. С 1950 года работал в штабе Московского военного округа, затем в штабе ВВС и Войск ПВО страны. С 1959 года на ответственной работе в войсках, с 1962 года в штабе Войск ПВО страны. С августа 1975 года генерал-майор авиации А. К. Рязанов — в запасе. Жил в Москве. Умер 1 августа 1992 года.

## Награды
- Две медали «Золотая Звезда» (24.08.1943, 18.08.1945);
- три ордена Ленина (23.10.1942, 24.08.1943, 1955);
- четыре ордена Красного Знамени (14.02.1943, 5.11.1944, 11.06.1945, 1954);
- орден Александра Невского (25.10.1943);
- два ордена Отечественной войны 1-й степени (1.08.1944, 11.03.1985);
- два ордена Красной Звезды (2.08.1941, 1954);
- орден «За службу Родине в Вооружённых Силах СССР» 3-й степени (30.04.1975);
- медали СССР.

## Память
- Бронзовый бюст Героя установлен в посёлке Токаревка Тамбовской области.
- В Тамбове одна из улиц названа имемен Рязанова А. К.